# محوطه دره شیران
محوطه دره شیران در شهرستان اندیکا، بخش چلو، دهستان للر کتک، ۶ کیلومتری شمال غربی روستای ده ماه بنی واقع شده و این اثر در تاریخ ۲۵ آبان ۱۳۸۷ با شمارهٔ ثبت ۲۳۷۷۴ به‌عنوان یکی از آثار ملی ایران به ثبت رسیده است.